# 阿普第階滅絕事件
阿普第階滅絕事件（Aptian extinction）是發生於白堊紀早期的一次生物滅絕事件，地質年代約為1億1700萬年前至1億1600萬年前，對應阿普第階中期。現有地層證據表明，該事件主要影響海洋生物，對陸地生態系統的衝擊相對較小。
現有研究推測，位於印度次大陸孟加拉地區的拉杰默哈尔暗色岩（Rajmahal Traps）火山活動可能是事件主因。該火成岩省由凱爾蓋朗熱柱的火山作用形成。需注意的是，當時印度板塊位於現今南印度洋位置，尚未與歐亞大陸碰撞。